# Лосик, Ирина Владимировна
Ирина Владимировна Лосик (Лазарева) (род. 15 июля 1980, Москва, СССР) — российская журналистка, телеведущая. Ведущая вечерних новостей на телеканале «Звезда». С ноября 2016 года член Фонда памяти полководцев Победы. Президент Фонда сохранения культурно-исторической памяти «Наследники победителей».

## Биография
Родилась в Москве, в семье военных. Внучка советского военачальника Героя Советского Союза, маршала бронетанковых войск О. А. Лосика. Окончив школу с углубленным изучением английского языка, поступила на факультет иностранных языков Московского государственного университете им. М. В. Ломоносова, который окончила в 2002 году по специальности лингвистика и межкультурные коммуникации. Владеет двумя иностранными языками — английским и испанским.
В 2003 году проходила практику в информационной программе «Вести» телеканала Россия 1, где проработала два последующих года редактором-международником.
В 2005—2006 годах — ведущая утренних выпусков информационной программы «Вести» телеканала Россия.
С декабря 2006 года — ведущая утренних, дневных, вечерних и ночных выпусков новостей на телеканале «Звезда».
В 2013—2014 годах преподавала во ВГИКе им. Герасимова.
В 2014 году стала одним из авторов и руководителей образовательного проекта АкадемияТВ. Ведет преподавательскую деятельность. Читает лекции и имеет свою авторскую мастерскую.
В 2015 году — ведущая церемонии закрытия первых международных армейских игр на подмосковном полигоне Алабино.
В 2016 году — ведущая всероссийского фестиваля прессы «МЕДИА-АС-2016».
Автор идеи исторического проекта Министерства обороны России «Полководцы Победы».
В 2019 году — автор идеи и куратор выставки «По волнам памяти». Экспозиция посвящена выдающимся флотоводцам современности, чьи имена золотыми буквами вписаны в историю отечественных военно-морских сил двух столетий. Выставка проходила в Центральном музее военно-морского флота в Санкт-Петербурге.

#### Общественные проекты
В 2018 году — Автор и руководитель проекта конкурса Видеоблогеров для юнармейцев. Конкурс прошёл среди членов движения «Юнармия» Москвы и Подмосковья с участием представителей Фонда памяти полководцев Победы, известных олимпийских чемпионов. Блогеры в возрасте 8 — 18 лет присылали свои работы, посвященные великим российским полководцам, сохранению памяти о подвигах военных лет, современному видению военной карьеры и роли армии в российской истории. Торжественная церемония награждения победителей состоялась в музее-усадьбе Архангельское.
В 2019 году — Автор идеи проведения Первых армейских интеллектуальных игр среди слушателей высших учебных заведений Министерства обороны.

## Личная жизнь
Супруг — чиновник — Федеральное агентство по печати и массовым коммуникациям Илья Лазарев. Дочь — Дарья Лазарева.

## Санкции
В октябре 2022 года была внесена в санкционные списки Канады за «причастность в распространении российской дезинформации и пропаганды».

## Факты
В 2010 году стала финалисткой телевизионной премии ТЭФИ в номинации «лучший информационный ведущий».
В 2012—2013 годах принимала участие в конно-спортивном проекте «Галопом в Рио-де-Жанейро». По итогам соревнований заняла третье место.

## Бизнес
Учредитель и генеральный директор OOO «ЛЛ ПРОДАКШН+».

## Награды
- Премия Министерства обороны Российской Федерации в области культуры и искусства за 2023 год — за проект «Евгений Халдей. Эпоха в кадрах»[14]